# 臀鈴
臀鈴（賽夏語：Tabaa'sang），又稱為臀板或是背響，是台湾原住民赛夏族巴斯达隘唯一的傳統樂器，具有避邪招福的作用。

## 源起
可能與巴斯达隘密切相關，當賽夏族人開始舉行巴斯达隘，臀鈴可能也已經開始上場，為祭神娛靈之用。

## 特色
- 透過祭典舉行時族人的實踐行動，各種禁忌和象徵物依循特定規則、模式和軌跡運作，持續交織建構出一個神聖獨特的空間場域。
- 是賽夏族人繫在腰部，隨著臀部擺動，能發出清脆聲響的響鈴。
- 雖然被認為是賽夏族樂器，但其避邪招福、淨化靈界的作用使其更具有神聖的意義。
- 一般由男子負責製作，使用佩戴者男、女皆可。而且非祭典期間是不可擺動，不然將會招來矮靈。

## 南北賽夏的差異

### 臀鈴製作規定
屬於個人所有物
北賽夏:有製作姓氏或家族的規定
南賽夏:隨各家意願自由製作

## 製作方法
以布片縫製，略拉長成三角形，或梯形，再以分排狀方式，由下而下，縫上小鏡子、珠串竹管、金屬管，銅片銅管，或加上鈴鐺，大約四、五排，每排有時幾串響鈴，舞動起來會有「嗆、嗆」的聲音，聲響十分響亮動人。
就像布背包連結在背帶之下，背包頗長，緊貼直垂到臀部，布包上綴著華麗的珠飾，以及一面小鏡子，下方則繫著一排竹管或金屬銅管製成的墜飾

## 資料來源

### 腳註
1. ↑  . www.facebook.com.   [2018-05-16]. （原始内容存档于2020-06-24） （中文（简体））.
2. ↑  原民會主題網管理員. . www.knowlegde.ipc.gov.taipei. 2009-10-01  [2018-05-16] （中文（臺灣））.[永久]
3. ↑  Zhe-yi., Tian,; 田哲益. .  Di yi ban. Tai bei shi: Tai yuan chu ban https://www.worldcat.org/oclc/322639024. 2001[min 90]. ISBN 9579261954. OCLC 322639024. 缺少或|title=为空 (帮助)

### 其他參考資料
- 台灣的原住民賽夏族  達西烏拉灣.畢馬（田哲益） 著
- 「賽夏族矮靈祭」教學觀摩-成果報告  輔仁大學宗教學系
- 賽夏族  胡家瑜 著
- maSpalaw(回娘家)：臺博館賽夏族文物返鄉特展圖錄  潘秋榮等著